# Втрати 42-го батальйону «Рух Опору»
Станом на 17 червня 2015 року, 20 бійців батальйону загинуло і 2 пропало безвісти.

## 2014
1. 27 серпня 2014 - Сороковий Олександр Анатолійович, солдат, Стила
2. 28 серпня 2014 - Ільгільдінов Дмитро Фарідович, солдат, Іловайськ
3. 28 серпня 2014 - Голий Віктор Анатолійович, рядовий, Дебальцеве[1]
4. 28 серпня 2014 - Харченко Максим Борисович, солдат, Іловайськ
5. 28 серпня 2014 - Кириєнко Юрій Володимирович, сержант, Іловайськ
6. 28 серпня 2014 - Письмений Ілля Леонідович, солдат, Іловайськ
7. 28 серпня 2014 - Татомир Володимир Степанович, молодший сержант, Іловайськ
8. 28 серпня 2014 - Мельничук Євген Анатолійович, солдат, Іловайськ
9. 28 серпня 2014 - Кузін Ігор Михайлович, солдат, Дебальцеве
10. 28 серпня 2014 - Лифар Анатолій Петрович, солдат, Новокатеринівка Старобешівського району
11. 28 серпня 2014 - Сипченко Микола Іванович, сержант, Дебальцево
12. 29 серпня 2014 - Бражник Володимир Анатолійович, солдат, Іловайськ
13. 29 серпня 2014 - Чижов Юрій Миколайович, солдат, Іловайськ
14. 3 вересня 2014 - Камаганцев Анатолій Валерійович, молодший сержант, Іловайськ
15. 4 вересня 2014 - Іванов Анатолій Анатолійович, сержант, Краматорськ
16. 4 вересня 2014 - Трохимчук Євген Олександрович, молодший лейтенант, Краматорськ
17. 23 листопада 2014 - Хоменко Сергій Володимирович, сержант, бої за Дебальцеве
18. 24 листопада 2014 - Стасюк Олег Степанович, солдат, Артемівськ
19. 11 грудня 2014 - Ярков Олександр Іванович, сержант, смт Луганське

## 2015
1. 22 січня 2015 - Дерев'янченко Олександр Костянтинович, солдат, Костянтинівка[2]
2. 22 січня 2015 - Атоян Альберт Юрійович, солдат, Костянтинівка[3],
3. 22 січня 2015 - Закревський Костянтин Романович, молодший сержант, Костянтинівка
4. 26 січня 2015 - Отрішко В'ячеслав Миколайович, солдат, Дебальцеве
5. 26 січня 2015 - Степанок Володимир Іванович, майор, заступник командира батальйону, с. Санжарівка
6. 31 серпня 2015 - Віднічук Роман Степанович, старший лейтенант, м. Горлівка
7. 31 серпня 2015 - Печериця Юрій Анатолійович, старший сержант, м. Горлівка

## 2016
1. 9 січня 2016 - Мельничук Федір Вікторович, сержант, смт. Зайцеве

## 2017
1. 31 жовтня 2017 - Саралідзе Гіоргі Анзорович, молодший сержант, бої за Піски

## 2020
1. 19 серпня 2020 - Похович Сергій Богданович, старший сержант, с. Водяне[4]

## 2019
1. 4 лютого 2019 - Гузенко Сергій Олександрович, старший сержант, Опитне
2. 19 червня 2019 - Тихонов Павло Борисович, прапорщик, Миколаївка (Волноваський район)[5]

## 2023
1. 6 серпня 2023 - Олег Квітайло (17 липня 1965), заступник командира бойової машини, штаб-сержант. Загинув в боях біля села Берхівка Бахмутського району Донецької області. Понад рік вважався зниклим безвісти. У жовтні 2024 року факт загибелі Олега Квітайла був встановлений рішенням суду[6].